# Dacriocistocele
Un dacriocistocele (dilatación quística del conducto lagrimal) es una enfermedad benigna, una masa de color gris azulado  en el borde inferomedial que se forma como resultado de un estrechamiento u obstrucción del conducto nasolagrimal, por lo general durante el desarrollo prenatal.

## Diagnóstico
El diagnóstico puede hacerse antes de nacer. Una ecografía obstétrica de rutina puede identificar la lesión hipoecogénica característica inferior y medial del globo. Es importante distinguir entre un dacrocistocele del más grave encefalocele, que es un defecto del tubo neural.
Si este diagnóstico no se realiza antes del parto, el examen físico general puede proporcionar suficientes pruebas de su reconocimiento como benigno. Estos quistes pueden resolverse espontáneamente o con presión dirigida hacia la nariz, sin embargo,un sondeo del conducto nasolagrimal puede ser necesario para superar la obstrucción. Aunque por lo general se llenan de mucosidad estéril, los dacriocistoceles de vez en cuando se infectan dando  dacriocistitis.